# نشست اروپایی توسعه‌دهندگان نرم‌افزارهای آزاد و متن‌باز

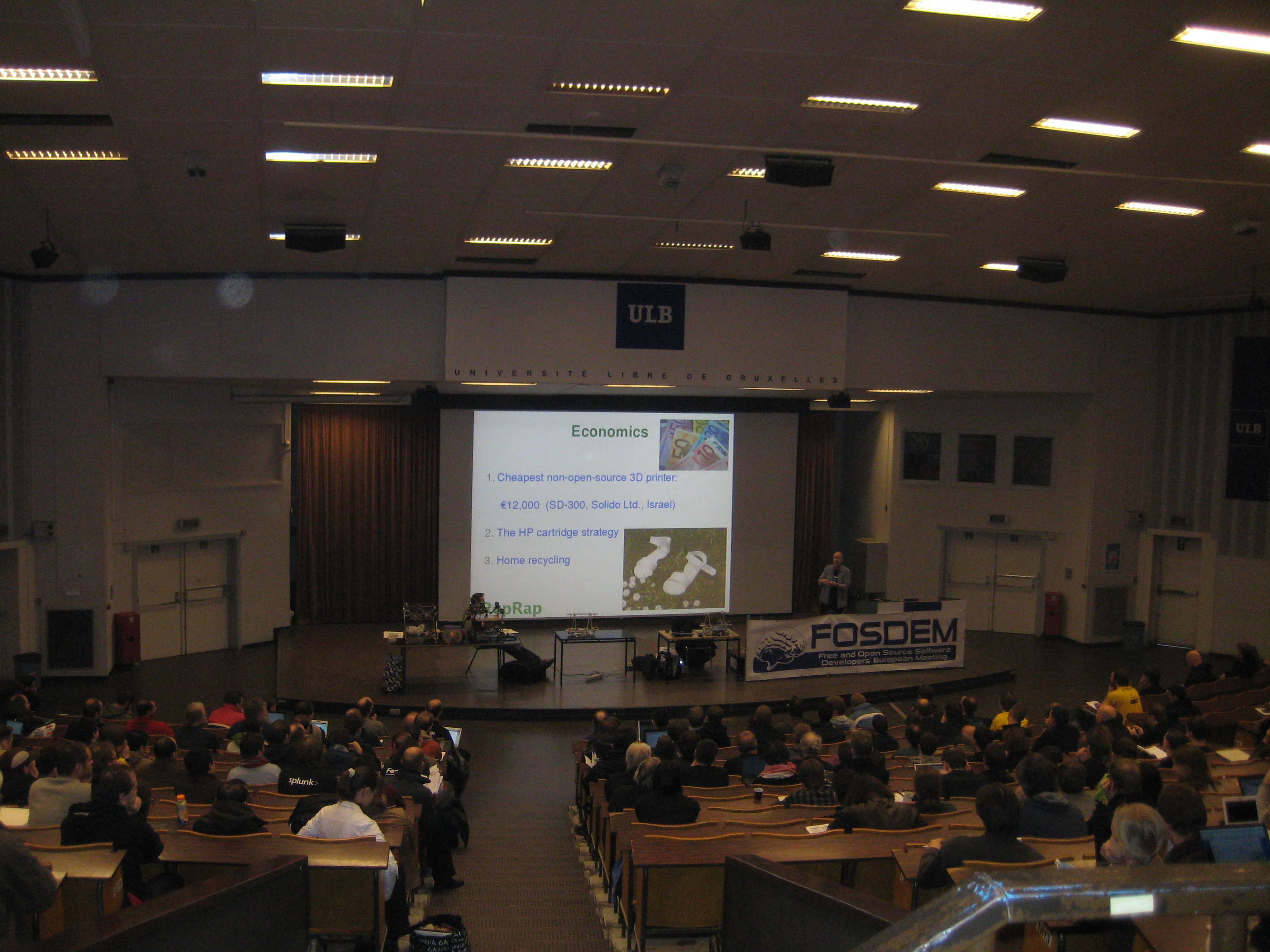
نشست سال ۲۰۱۰

فوزدم (به انگلیسی: FOSDEM) که مخفف عبارت Free and Open source Software Developers' European Meeting به معنی «نشست اروپایی توسعه‌دهندگان نرم‌افزارهای آزاد و متن‌باز» است، یک رویداد داوطلبانه و غیرتجاری است که بر روی نرم‌افزارهای آزاد و متن‌باز تمرکز دارد و در اروپا بگذار می‌شود. این رویداد برای توسعه‌دهندگان نرم‌افزارهای آزاد یا هر علاقه‌مند دیگری به جنبش نرم‌افزارهای آزاد در نظر گرفته شده‌است. هدف این رویداد این است که توسعه‌دهندگان نرم‌افزارهای آزاد یکدیگر را از نزدیک ملاقات کرده و و آگاهی و استفاده از نرم‌افزارهای آزاد و متن‌باز را ترویج کنند. فوزدم به شکل سالانه در اولین هفته ماه فوریه در دانشگاه آزاد بروکسل برگزار می‌شود.